# Giorgio Perreca
Giorgio Perreca (Recale, 8 maggio 1963) è un kickboxer italiano.
È attualmente l'unico kickboxer, professionista, ad aver difeso nella specialità Full Contact (categoria 63,5 kg) il titolo mondiale per 5 volte (non vengono citati gli avversari e le fonti), oltre ad essersi laureato 4 volte campione Europeo con la World Association of Kickboxing Organizations (Wako).
Giorgio Perreca è da diversi anni passato con l'organizzazione Fight1, di cui diviene direttore tecnico per il Full Contact, contrapponendosi alla FIKBMS.

## Biografia
Nasce e cresce sportivamente a Roma, e nel 1978 inizia a praticare l'American Full contact karate (detto Karate Contact) - poi inserito nella Kickboxing col nome di Full Contact. Nel 1979 diventa campione italiano A.I.K.A.M. a Milano, mentre nel 1980 conosce Daniele Malori e l'allenatore di pugilato Cesare Frontaloni: da qui Perreca impara ad abbinare, a una già devastante proprietà di calcio, un pugilato curato nei minimi particolari. Diventa esperto nello swing col busto, nell'attacco a breve distanza e nel counterpunching. Grazie ai miglioramenti ottenuti cresce come combattente e passa alla nuova federazione World Association of Kickboxing Organizations (W.A.K.O.). Da qui inizia il suo cursus honorum sportivo. Vince titoli nazionali, europei e mondiali.
Nel 1989 diventa professionista e batte a Strasburgo il campione di Taekwondo jugoslavo Miodrag Jotić, allora vice campione mondiale. Nello stesso anno, sotto la W.A.K.O. PRO, conquista il primo titolo mondiale (difeso 13 volte) contro l'ungherese János Gönczi, già campione mondiale ed europeo nei dilettanti.
La fama internazionale arriva anche a seguito della sua partecipazione al ciclo di eventi Kickboxingmania a Milano, che successivamente prenderanno il nome di Oktagon, in cui combatte davanti a oltre 12.000 spettatori paganti tra cui alcuni dei più grandi campioni storici giunti da tutto il mondo come Ramon Dekkers, Don Wilson, Rob Kaman e diverse stars del mondo dello spettacolo.
Incomincia dunque ad allenarsi in diverse specialità specialità derivate della Kickboxing e perfeziona la Savate a Strasburgo con il Maestro André Panzà: il primo incontro di specialità low-kick per la WAKO sarà contro Ygin Osman, turco naturalizzato belga, allora campione mondiale dilettante, in un incontro valevole per il titolo europeo.
Da anni gestisce a Roma il Perreca Boxing Team.
Nel gennaio 2013 si dimette dopo numerosi anni come Direttore tecnico nazionale dalla F.I.K.B.M.S., per unirsi con numerosi altri storici Maestri e atleti professionisti nell'organo promozionale Fight1 di cui diviene direttore tecnico per il Full Contact.

## Palmarès

### Dilettantismo
Campionati Mondiali W.A.K.O. : 
- 1990 Campionati Mondiali Full Contact W.A.K.O. a Mestre, Italia  -63.5 kg
- 1987 Campionati Mondiali Full Contact W.A.K.O. a Monaco di Baviera, Germania  -63.5 kg
- 1985 Campionati Mondiali Full Contact W.A.K.O. a Budapest, Ungheria  -63.5 kg
- 1983 Campionati Mondiali Full Contact W.A.K.O. a Londra, Inghilterra  -63.5 kg

Campionati Europei e Mediterranei WAKO:
- 1988 Campionati del Mediterraneo di Full Contact a Palermo, Italia  -63.5 kg
- 1987 Campionati del Mediterraneo di Full Contact a Catania, Italia  -63.5 kg
- 1986 Campionati Europei di Full Contact W.A.K.O. a Parigi, Francia  -63.5 kg (Miglior atleta dei campionati)[2]

Campionati Italiani A.I.K.A.M.:
- 1979, Campionati Italiani A.I.K.A.M. a Milano

Campionati Mondiali con altre federazioni:
- Roma, 1984
- Lione, 1987
- Parigi, 1988
- Barcellona, 1989
- Palermo, 1990
- Avignon, 1991
- Cagliari, 1992
- Hot Springs, 1993
- Boston, 1994
- Milano, 1995

### Professionismo
1989 Titolo Mondiale di Full Contact W.A.K.O. -63.5 kg (difeso 5 volte) (non vengono citati gli avversari e le fonti)
1992 Titolo Europeo di Kickboxing W.A.K.O. -63.5 kg
1992 Titolo Mondiale di Full Contact I.K.L. -63.5 kg (E prima difesa del titolo W.A.K.O.)

## Record Incontri Kickboxing/Pugilato
| Data        | Risultato | Avversario                    | Evento                                                     | Luogo               | Modalità                     | Round | Tempo |
| ----------- | --------- | ----------------------------- | ---------------------------------------------------------- | ------------------- | ---------------------------- | ----- | ----- |
| 20/05/1992  | Vittoria  | Vincent chiai                 | Difesa del Titoli Mondiali di Full Contact W.A.K.O.-I.K.L. | Valence, Francia    | Decisione                    | 12    | 2.00  |
| 1992        | Sconfitta | bruno chesnot                 | WAKO PRO kick boxing low kick                              | italia              | KO(ottavo round pugni)       | 12    | 2.00  |
| 14/02/1992  | Vittoria  | Yıgin Osman                   | Titolo Europeo di Kickboxing W.A.K.O. Professionisti       | Milano, Italia      | Decisione                    | 9     | 3:00  |
| 08/12/1989  | Vittoria  | János Gönczi                  | Titolo Mondiale Full Contact W.A.K.O. Professionisti       | Catania, Italia     | Decisione                    | 11    | 3:00  |
| 18/11/1989  | Vittoria  | Miodrag Jotić                 | Incontro professionisti                                    | Strasburgo, Francia | KO (diretto d'incontro)      |       |       |
| 1989        | Vittoria  | Wilner                        | Incontro professionisti                                    | Milano, Italia      | KO tecnico                   |       |       |
| 1987        | Vittoria  | Tomás Ruiz-Macho              | Incontro di Pugilato internazionale                        | Spagna              |                              |       |       |
| 1986        | Vittoria  | Cecoslovacchia (bandiera)     | Campionati europei W.A.K.O, finale                         | Parigi, Francia     | Decisione                    |       |       |
| 1986        | Vittoria  | Belgio (bandiera)             | Campionati europei W.A.K.O, semifinale                     | Parigi, Francia     | KO                           |       |       |
| 1986        | Vittoria  | Ungheria (bandiera)           | Campionati europei W.A.K.O, primo turno                    | Parigi, Francia     | KO                           |       |       |
| 02/11/1985  | Vittoria  | Michael Duhs                  | Campionati Mondiali W.A.K.O. 1985, finale                  | Budapest, Ungheria  | KO (diretto destro)          |       |       |
| 1984        | Vittoria  | Saša Stojanović               |                                                            | Roma, Italia        | KO (calcio "Coda del Drago") |       |       |
| 22/10/1983  | Vittoria  | Saša Stojanović               | Campionati mondiali W.A.K.O. 1983, finale                  | Londra, Inghilterra | Decisione                    |       |       |
| 22/10/1983  | Vittoria  | Godfrey Butler                | Campionati mondiali W.A.K.O. 1983, semifinale              | Londra, Inghilterra |                              |       |       |
| 1981        | Sconfitta | Saša Stojanović               | Campionati europei W.A.K.O. 1981, primo turno              | Dublino, Irlanda    |                              |       |       |
| aprile 1980 | Sconfitta | Inghilterra (bandiera)        | Campionati europei W.A.K.O. 1980, secondo turno            | Londra, Inghilterra | Squalifica                   |       |       |
| 1979        | Vittoria  | (Campione italiano in carica) | Campionati italiani A.I.K.A.M.                             | Milano, Italia      | KO tecnico (circolare alto)  | 2     |       |